# Виолета Комитова
Виолета Колева Комитова е български архитект и университетски преподавател, доцент в Университета по архитектура, строителство и геодезия. Между 12 май 2021 и 13 декември 2021 г. е министър на регионалното развитие и благоустройството в първото и второто правителства на Стефан Янев. Народен представител в XLVIII народно събрание от парламентарната група на политическа партия „Български възход“ и в LI народно събрание от парламентарната група на политическа партия „Морал, единство, чест - МЕЧ“.

## Биография
През 1980 г. завършва магистратура по архитектура в Университета по архитектура, строителство и геодезия, София. Специализира в Университета Де Монтфорт в Лестър, Великобритания през 1994 и 1996 г., в Университета на Източен Лондон през 1999 г. и в Училището по архитектура в Дъблин, Ирландия през 2000 г. Работи в областите на строителството, инвестиционните проекти, урбанизма и градоустройството, европейски проекти по програмите ФАР, Темпус, Еразъм-Сократ, ПРСР. Член е на Съюза на архитектите в България, Камарата на архитектите в България, Международния съвет за изследвания и иновации в сгради и строителство, Работни комисии W63 (Affordable Housing) и W96 (Architectural Management). Преподавател е в Архитектурния факултет на УАСГ. Владее английски и руски език.
Един от учредителите на политическа партия „Български възход“. От нейната листа е избрана за народен представител в XLVIII народно събрание на предсрочните избори през 2022 година.
На местните избори през октомври 2023 година е кандидат за кмет на София от „Български възход“. 
На предсрочните избори през октомври 2024 г. е избрана за народен представител в LI народно събрание.